# Smilax spinosa
Smilax spinosa är en enhjärtbladig växtart som beskrevs av Philip Miller. Smilax spinosa ingår i släktet Smilax och familjen Smilacaceae.

## Underarter
Arten delas in i följande underarter:
- S. s. compta
- S. s. spinosa